# Johannes Hansen (gymnast)
Johannes Hansen, född 6 december 1882, död 20 oktober 1959, var en dansk gymnast.
Hansen tävlade för Danmark vid olympiska sommarspelen 1912 i Stockholm, där han var med och tog silver i lagtävlingen i svenskt system. 